# Hazem Emam
Hazem Emam (en árabe: حازم محمد يحيى إمام‎; El Cairo, Egipto, 17 de abril de 1975) es un exfutbolista y político de Egipto que jugaba en la posición de mediapunta. Actualmente es miembro del Parlamento de Egipto y de la Federación Egipcia de Fútbol.

## Carrera

### Club
| Periodo   | Club                     | Apariciones | Goles |
| --------- | ------------------------ | ----------- | ----- |
| 1993–1996 | Zamalek SC               | 41          | 5     |
| 1996–2001 | Udinese Calcio           | 11          | 0     |
| 1998–2000 | → De Graafschap (cedido) | 38          | 4     |
| 2001–2008 | Zamalek SC               | 122         | 27    |

### Selección nacional
Debutó con Egipto el 24 de noviembre de 1995 en la derrota por 0-2 ante Sudáfrica en un partido amistoso en Mmabatho. Su primer gol internacional lo anotó el 16 de junio de 1997 en la victoria por 2-0 ante Corea del Sur en Seúl por la copa de Corea y su retiro internacional fue el 5 de junio de 2005 en la victoria por 6-1 ante Sudán en El Cairo por la clasificación de CAF para la Copa Mundial de Fútbol de 2006. Registró un total de 87 partidos internacionales y anotó 15 goles.
Ganó la medalla de oro en los juegos Panafricanos de 1995 en Harare y la Copa Africana de Naciones 1998, además de se elegido en el equipo ideal de la Copa Africana de Naciones 1996 y participar en la Copa FIFA Confederaciones 1999.

## Logros

### Club
- Liga Premier de Egipto: 2000-01, 2002-03, 2003-04
- Copa de Egipto: 2002, 2008
- Supercopa de Egipto: 2001, 2002
- Liga de Campeones de la CAF: 1996, 2002
- Supercopa de la CAF: 1994, 2003
- Campeonato de Clubes Árabes: 2003
- Saudi-Egyptian Super Cup: 2003

### Selección nacional
- Copa Africana de Naciones: 1998
- Juegos Panafricanos: 1995

### Individual
- Equipo Ideal de la Copa Africana de Naciones 1996.